# Coccopygia
Coccopygia (лат.) — род птиц семейства вьюрковых ткачиков (Estrildidae). Распространены в Африке. Небольшие птицы длиной 9—10 см. Зерноядные птицы, которые питаются в основном семенами трав. Также в состав рациона входят ягоды, молодые побеги, фрукты и спорадически насекомые.

## Таксономия
Род введён в 1862 году немецким ботаником-систематиком и зоологом Людвигом Райхенбахом (нем. Heinrich Gottlieb Ludwig Reichenbach, 1793—1879) для желтобрюхого астрильда. Длительное время C. quartinia и C. bocagei рассматривались в качестве подвидов желтобрюхого астрильда, который помещался в род Estrilda. Дальнейшие исследования показали, что эти птицы не только относятся к трём различным видам, но также отстоят довольно далеко от Estrilda, приближаясь к роду Nesocharis, с которым формируют отдельную кладу.

## Виды
В состав рода включают три вида:
| Изображение | Научное название     | Русское название     | Распространение  |
| ----------- | -------------------- | -------------------- | ---------------- |
|             | Coccopygia quartinia |                      | Восточная Африка |
|             | Coccopygia melanotis | Желтобрюхий астрильд | Южная Африка     |
|             | Coccopygia bocagei   |                      | Ангола           |